# Grundriss der indo-arischen Philologie und Altertumskunde

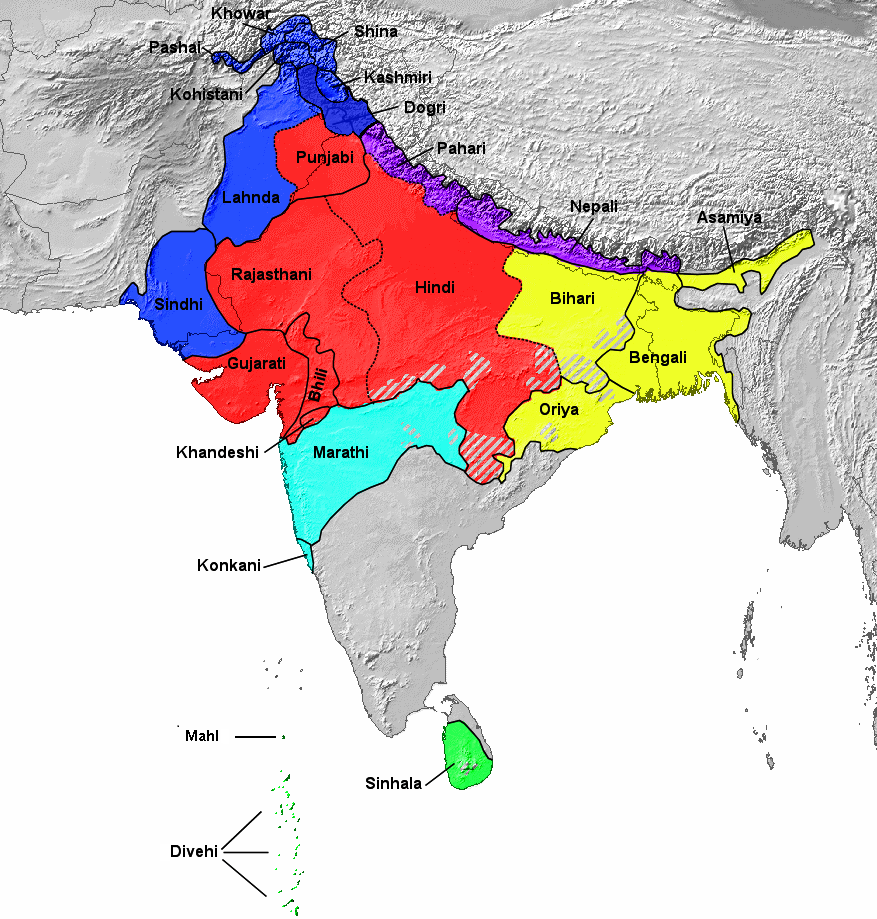
Verbreitungsgebiet der indoarischen Sprachen

Der Grundriss der indo-arischen Philologie und Altertumskunde (mit dem abweichenden englischen Titel Encyclopedia of Indo-Aryan Research) ist eine von Georg Bühler begründete Reihe. Sie erschien seit 1896 in Straßburg im Verlag Karl J. Trübner. Fortgesetzt wurde sie von Franz Kielhorn, Professor des Sanskrit an der Universität Göttingen. Die Herausgeber hatten vor, »einen Gesamtüberblick über die einzelnen Gebiete der indo-arischen Philologie und Altertumskunde in knapper und systematischer Darstellung zu geben «. Die Beiträge der Reihe wurden von Mitarbeitern aus verschiedenen Ländern teils auf Deutsch, teils auf Englisch geschrieben.

## Erschienene Bände
- I. Band
  - 1. Heft. A. Julius Jolly: Georg Bühler 1837–1898. Karl J. Trübner, Strassburg 1899.
  - 1. Heft. B. Ernst Windisch: Geschichte der Sanskrit-Philologie und indischen Altertumskunde.
    - Erster Teil. Karl J. Trübner, Strassburg 1917.
    - Zweiter Teil. Walter de Gruyter & Co., Berlin/Leipzig 1920.

  - 3. Heft. B. Theodor Zachariae: Die indischen Wörterbücher (Kośa). Karl J. Trübner, Strassburg 1897.
  - 4. Heft. A. A. Macdonell: A Vedic Grammar. Karl J. Trübner, Strassburg 1910.
  - 6. Heft. J. S. Speyer: Vedische und Sanskrit-Syntax. Karl J. Trübner, Strassburg 1896.
  - 7. Heft. Wilhelm Geiger: Pāli. Literatur und Sprache. Karl J. Trübner, Strassburg 1916.
  - 8. Heft. R. Pischel: Grammatik der Prakrit-Sprachen. Karl J. Trübner, Strassburg 1900.
  - 10. Heft. Wilhelm Geiger: Litteratur und Sprache der Singhalesen. Karl J. Trübner, Strassburg 1900.
  - 11. Heft. Georg Bühler: Indische Palaeographie. Karl J. Trübner, Strassburg 1896.

- II. Band
  - 1. Heft. B. Maurice Bloomfield: The Atharvaveda. Karl J. Trübner, Strassburg 1899.
  - 2. Heft. D. Sten Konow: Das indische Drama. Walter de Gruyter & Co., Berlin/Leipzig 1920.
  - 3. Heft. B. Edward James Rapson: Indian Coins. K. J. Trübner, Strassburg 1897.
  - 5. Heft. Sir Athelstane Baines: Ethnography (Castes and Tribes). Karl J. Trübner, Strassburg 1912.
  - 8. Heft. Julius Jolly: Recht und Sitte (einschliesslich der einheimischen Literatur). Karl J. Trübner, Strassburg 1896.

- III. Band
  - 1. Heft. A. Arthur Anthony Macdonell: Vedic Mythology. Karl J. Trübner, Strassburg 1897.
  - 1. Heft. B. E. Washburn Hopkins: Epic Mythology. Karl J. Trübner, Strassburg 1915.
  - 2. Heft. Alfred Hillebrandt: Ritual-Litteratur, vedische Opfer und Zauber. Karl J. Trübner, Strassburg 1897.
  - 4. Heft. Richard Garbe. Sāṃkhya und Yoga. Karl J. Trübner, Strassburg 1896.
  - 6. Heft. R. G. Bhandarkar: Vaiṣṇavism, Śaivism, and minor religious systems. Karl J. Trübner, Strassburg 1913.
  - 7. Heft. Walther Schubring: Die Lehre der Jainas nach den alten Quellen dargestellt. Walter de Gruyter & Co., Berlin/Leipzig 1935.
  - 8. Heft. Hendrik Kern: Manual of Indian Buddhism. Karl J. Trübner, Strassburg 1896.
  - 9. Heft. G. Thibaut: Astronomie, Astrologie und Mathematik. Karl J. Trübner, Strassburg 1899.
  - 10. Heft. Julius Jolly: Medicin. Karl J. Trübner, Strassburg 1901.